# Лебедева, Нина Александровна
Нина Александровна Лебедева (22 октября 1920, Ораниенбаумский район, Петроградская губерния — 3 июня 1991) — советский генетик и селекционер. Доктор биологических наук, профессор. Награждена медалью «За трудовое отличие» (1976) и орденом Трудового Красного Знамени (1990). Прототип Дёжкина — героя романа Владимира Дудинцева «Белые одежды».

## Биография
Родилась 22 октября 1920 года в Ораниенбаумском районе Петроградской губернии (ныне — Ломоносовский район Ленинградской области) в крестьянской семье.
В школьные годы поступила в созданную в 1933 году Научную станцию для ребят, интересующихся наукой, в Ленинградском дворце пионеров, в которой вели занятия студенты и аспиранты Ленинградского государственного университета (ЛГУ). В 1938—1942 гг. училась на биологическом факультете ЛГУ. В 1948 году поступила в аспирантуру Всесоюзного института растениеводства (ВИР). В 1950 году защитила кандидатскую диссертацию на тему «Преодоление нескрещиваемости при межвидовой гибридизации картофеля», причём как  «лысенковка», которой на самом деле не являлась. В 1963 году поступила в докторантуру в Ленинградский сельхозинститут. В 1966 году защитила докторскую диссертацию.
Пережила первую зиму блокады Ленинграда. В феврале 1942 года эвакуировалась с университетом в Саратов. Вернулась в Ленинград в 1944 году.
Работала с 1942 года агрономом. После возвращения в 1944 году в Ленинград работала агрономом, а затем директором подсобного хозяйства цементного завода, которое включало деревни Донцо, Село и Пятая Гора в Волосовском районе. В 1951 году уехала к месту службы мужа, сотрудника Советской контрольной комиссии в Германии. Работала в Советской контрольной комиссии в Германии консультантом по вопросам сельского хозяйства и занималась проблемами борьбы с колорадским жуком. В 1954 году вернулась с мужем в СССР. Лебедевы купили в деревне Донцо усадьбу, участок которой превратили в опытный.
В 1963 году выступила с докладом на Второй всесоюзной конференции по проблемам полиплоидии растений, после которого разразился скандал. Один из сторонников академика Лысенко выступил с протестом и потребовал: «Прошу огласить из президиума, что произошла ошибка». Лебедева выступала от Всесоюзного института растениеводства, в котором официально не была трудоустроена. Тогда же познакомилась с писателем Владимиром Дудинцевым. 23 октября 1964 года Дудинцев опубликовал в её защиту очерк «Нет, истина неприкосновенна» в газете «Комсомольская правда», в котором дал отрывок из будущего романа о генетиках, боровшихся с псевдонаукой. Нина Александровна стала прототипом Дёжкина, героя романа Дудинцева «Белые одежды», опубликованного в 1988 году.
В 1966 году приглашена Николаем Петровичем Дубининым на работу в московский Институт общей генетики (ИОГен АН СССР). По распоряжению президента АН СССР Мстислава Всеволодовича Келдыша в качестве экспериментальной базы института организовали Опорный пункт ИОГен АН СССР в деревне Донцо, где Лебедевы и работали. Опорный пункт просуществовал до 1996 года.
В 1978 году районирован ультраранний столовый урожайный сорт картофеля столового назначения «Весна», выведенный Лебедевыми. Затем районирован среднеранний столовый урожайный сорт «Белая ночь», рекордсмен по урожайности в то время.
Умерла 3 июня 1991 года. Похоронена в Пятой Горе, рядом с мужем.
Муж Нины Александровны Александр Алексеевич Лебедев был тоже биологом, кандидатом биологических наук, до демобилизации — военным, инвалидом Великой Отечественной войны. Дочь Вера — также селекционер, кандидат сельскохозяйственных наук, также сотрудник Опорного пункта в деревне Донцо, создатель новых сортов картофеля и постоянный автор литературного журнала «Нева».
Нина Александровна была одной из героинь киножурнала «Новости сельского хозяйства. № 10. 1967 год». В 1990 году кинорежиссёр Игорь Залманович Войтенко снял документальный фильм «На 101-м километре. (Нет, истина неприкосновенна)» о Нине Александровне на студии Леннаучфильм (ЛНФ).

## Сочинения
- Мичуринские методы в селекции картофеля / проф. С. М. Букасов и Н. А. Лебедева. — Л.: Лениздат, 1949. — 72 с.